# Pseudoctenus meneghettii
Pseudoctenus meneghettii är en spindelart som beskrevs av Lodovico di Caporiacco 1949. Pseudoctenus meneghettii ingår i släktet Pseudoctenus och familjen Ctenidae.
Artens utbredningsområde är Kenya. Inga underarter finns listade i Catalogue of Life.